# لابوآن
لابوآن جزیره اصلی ناحیه فدرال لابوآن مالزی است. لابوآن بیشتر به عنوان یک مرکز مالی فراساحل، مقصد گردشگری اهالی برونئی و غواصی شهرت دارد.
بندر لابوآن یا ویکتوریا، شهر اصلی ناحیه فدرال لابوآن (جزیره‌ای در کرانه شمالی بورنئو) در مالزی است. البته نام ویکتوریا، زیاد در مورد این شهر به‌کار می‌رود. در عوض نام بندر لابوآن (در جاوه‌ای نیز به همین شکل نوشته و خوانده می‌شود) به عنوان نام رسمی کاربرد دارد.
مراکز مالی، بورس آزاد و بانک‌های بین‌المللی، شرکت‌های بیمه و شرکت‌های امانی در این شهر مستقر هستند. پارک مالی ویکتوریا دارای تالار همایشی با گنجایش ۱٬۵۰۰ نفر و مرکز بزرگ خرید و مدرن است. به هرحال عمده‌ترین عامل شهرت این بندر و جزیره، بورس آزاد بین‌المللی لابوآن است که در این شهر مستقر است. نام لابوآن از واژهٔ مالایی لابوهان به معنی لنگرگاه ریشه گرفته‌است.

## جغرافیا
ناحیهٔ فدرال لابوآن شامل جزیره لابوآن (۷۵ کیلومتر مربع) و شش جزیره کوچکتر دیگر است که در مجموع دارای مساحتی برابر یا ۹۲ کیلومتر مربع هستند.
این جزیره‌ها (جزیره را به مالزیایی پالائو می‌گویند) از این قرارند: بورونگ، دات، کورامان، پاپان، روسوکان کسیل و روسوکان بسار.
جزیره‌ها در فاصلهٔ ۸ کیلومتری کرانهٔ بورنئو، در نزدیکی ایالت مالزیایی صباح و برونئی دارالسلام، بر کرانه شمالی خلیج کوچک برونئی، رودرروی دریای جنوبی چین جای دارند. جزیره لابوآن عمدتاً مسطح و موجی شکل است و بلندترین نقطهٔ آن تنها ۸۵ متر ارتفاع دارد.
بیشتر از ۷۰ درصد از جزیره همچنان دارای پوشش گیاهی است.
بندر لابوآن که در گذشته با نام ویکتوریا شناخته می‌شد، شهر و بندر اصلی این ناحیه‌است و رودرروی خلیج کوچک برونئی جای دارد. معمولاً ناحیه فدرال لابوآن به ۸ بخش اداری، تقسیم می‌شود.

## جمعیت
بر اساس آمار سال ۲۰۰۷، جمعیت لابوآن برابر با ۸۵٬۰۰۰ نفر بوده‌است. ترکیب نژادی ناحیه طبق آمار سال ۲۰۰۰ از این قرار است:
- مالایی و بومیپوترا بیشتر شامل مالایی‌های برونئی و کدایان: ۶۰٬۵۴۹ نفر (۷۷٫۹۲٪)
- چینی‌تباران: ۱۲٬۰۱۹ نفر (۱۵٫۴۷٪)
- هندی‌تباران: ۹۸۹ نفر (۱٫۲۸٪)
- دیگران: ۴٬۱۴۳ نفر (۵٫۳۳٪)

## پیشینه
در گذشته لابوآن بخشی از سلطان‌نشین برونئی بود. در سال ۱۸۴۶ میلادی، پس از کشف زغال‌سنگ در آن به تصرف انگلیسی‌ها درآمد. این جزیره به مدت ۱۱۵ سال تحت اشغال انگلیس بود. سرانجام در سال ۱۹۶۳ میلادی، به فدراسیون مالزی پیوست.